# (308825) Siksika
(308825) Siksika est un astéroïde de la ceinture principale.

## Description
(308825) Siksika est un astéroïde de la ceinture principale. Il fut découvert le 14 septembre 2006 à Mauna Kea par David D. Balam. Il présente une orbite caractérisée par un demi-grand axe de 2,76 UA, une excentricité de 0,09 et une inclinaison de 12,4° par rapport à l'écliptique.

## Compléments